# Mungia
Mungia és un municipi de la província de Biscaia, País Basc, pertanyent a la comarca d'Uribe. Limita al nord amb Bakio i Bermeo, al sud amb Derio, Zamudio i Gamiz-Fika, a l'est amb Meñaka i a l'oest amb Loiu, Gatika i Jatabe.

## Història
Encara que hi ha rastres que demostren que la zona que avui ocupa Mungia va estar habitada des de temps prehistòrics (existeix un castro a Berreaga, i s'han trobat deixants de diversa cronologia en pobles veïns), la primera referència documental que trobem, és de l'any 1051, quan un abat de Mungia (Mome Munchiensis abba) confirmava una donació dels Senyors de Biscaia al monestir de la Cogolla. Suposem que al principi, Mungia, nom que sembla provenir de Mune-Ganean, en referència a la seva situació a la vora del riu Butrón, no seria més que un petit llogaret de població dispersa, amb l'església com nucli aglutinant, però a poc a poc va ser adquirint una relativa importància, derivada de la seva condició de centre administratiu eclesiàstic, com el seu emplaçament en un punt de passada entre l'interior del senyoriu i la costa, principalment Bermeo, que començava a destacar com port d'exportació. En aquestes condicions, importants famílies nobiliàries es van assentar als voltants de la població i van aixecar les seves cases torre, assentant en l'explotació de la terra el seu poder econòmic. Però a conseqüència de la gran crisi agropecuària de finals de segle xiii, els llinatges van veure afectada la seva economia, i reduïdes els seus guanys; en aquesta situació, van intentar millorar les seves fonts de riquesa, emprant sovint el recurs més fàcil, la violència: amb l'excusa del "valer més", van lluitar entre ells i van delmar i van despullar als camperols, complicant-los en les lluites de Bandería. En la zona de Mungia, vam trobar representants d'ambdós bàndols, sent la família Billela parteix del bàndol Gamboí, mentre que els Butrón eren cap del bàndol d'Oinaz o Oñaz; la proximitat geogràfica de les cases torre d'ambdós, van fer que les lluites entre ells fossin abundants.
Els veïns de la zona, en vista dels atropellaments comesos pels nobles, van sol·licitar al llavors Senyor de Biscaia, l'Infant Don Joan, el títol de vila, per a així poder voltar-se i millor defensar-se dels atacs d'aquells que assolaven el seu sòl. D'aquesta manera, l'1 d'agost de 1376, neix la vila de Mungia, (regida pel fur de Logronyo) en el centre de l'anteiglesia del mateix nom. Ambdues pertanyien a la merindad d'Uribe i comptaven cadascuna amb el seu ajuntament autònom, així com diferents seients en les Juntes de Guernica, sent el Núm. 69 per a l'anteiglesia i el 15 per a la vila. Però el nomenament de vila no va evitar que es produïssin lluites en la zona; d'aquesta manera se succeïxen episodis de diversa condició, derivats de la guerra de bàndols, entre elles i com més importants entre altres petites escaramusses, caben destacar la batalla de Berteiz o la coneguda com a batalla de Mungia el 27 d'abril de 1479, en la qual els bàndols d'Oinaz i Ganboa, fins ara enemics, es van aliar per a lluitar contra el comte d'Haro.

## Personatges il·lustrse
- Telmo Zarraonaindía Zarra, futbolista
- Ikerne Goikoetxea (1967-), actor.
- Unai Ziarreta- (1970-) president d'Eusko Alkartasuna.